# Pippi Șosețica
Pippi Șosețica (în suedeză Pippi Långstrump) este o carte pentru copii de Astrid Lindgren. A apărut în noiembrie 1945 la editura Rabén & Sjögren. A fost tradusă în peste 40 de limbi, de obicei publicată cu ilustrații.
Romanul a fost ecranizat de mai multe ori: prima dată în 1949, o producție suedeză regizată de Per Gunvall, cu Viveca Serlachius în rolul titular. În 1971, a fost produsă o animație japoneză regizată de  Hayao Miyazaki și Isao Takahata. În 1984 a fost produs de Mosfilm un film TV. În 1988 apare un film american produs de Columbia Pictures , The New Adventures of Pippi Longstocking, regizat de Ken Annakin, cu Tami Erin ca Pippi și Eileen Brennan, Dennis Dugan, John Schuck și Dick Van Patten în alte roluri.